# European Graduate School
La European Graduate School (EGS) è un'istituzione scolastica di grado terziario, privata e interdisciplinare, fondata nel 1994 da una fondazione no-profit. È composta da due scuole collegiali gemelle, una ubicata in Svizzera (la sede centrale) e l'altra nell'isola di Malta. Possono avere accesso a questa scuola solo i dottori che si sono laureati con un alto punteggio. Al completamento degli studi essa rilascia un titolo accademico avanzato, ossia un master o un dottorato. Le aree di materia che accomunano tutti i corsi sono le Arti (arte letteraria, drammatica, musicale e figurativa) e gli studi sociali.

## Didattica
La European Graduate School è stata istituita nel 1994 dalla European Foundation of Interdisciplinary Studies, una fondazione no-profit co-creata dallo psicologo e scrittore Herbert Eberhart. La scuola comprende due divisioni chiamate AHS e PACT. Gli studenti appartenenti alla divisione AHS ("Art, Health, Society") studiano l'arte, la salute e la società. Gli studenti appartenenti alla divisione PACT ("Philosophy, Art, Critical Thought") studiano la filosofia, l'arte e il pensiero critico.